# Базанча
Базанча́ (рос. Базанча) — селище у складі Таштагольського району Кемеровської області, Росія. Входить до складу Каларського сільського поселення.

## Населення
Населення — 663 особи (2010; 684 у 2002).
Національний склад (станом на 2002 рік):
- росіяни — 89 %